# 小皇帝
小皇帝（しょうこうてい、拼音: Xiǎo Huángdì、シャオ・ホァンディ）とは、中華人民共和国の一人っ子政策実施期間中の時代に生まれた1980年代から2010年代序盤の間に生まれた子供たちのこと。主に男児に用い、女児は小皇后（しょうこうごう、拼音: Xiǎo Huánghòu、シャオ・ホァンホウ）や小公主（しょうこうしゅ、拼音: Xiǎo Gōngzhŭ、シャオ・ゴンジュー）とも呼ばれる（公主は皇帝の娘を表す中国語。転じて、お嬢様やお姫様の意味）。
世代としては80後世代、また近年では単に80後（簡体字: 80后）、八零後と呼ばれる。日本でも80后と書かれることがあるが、この場合の「后」は簡体化された「後」であり、「きさき」の意味ではない。また、90後、00後などの用語も誕生してきており、小皇帝を80後世代と定義するのは難しくなってきている。

## 誕生背景
中華人民共和国が成立すると毛沢東による政策の下、人口増加が奨励された。これは中国の伝統的な「多子多福」という思想に基づくともされるが、毛沢東が「いずれ人口は武器になる」と言ったように国際戦略的要素をもった政策でもあった。
1970年代末に入って中国の人口は9～10億人に増加し、食糧危機が叫ばれるようになった。これを受けて政府は「一人っ子政策」を打ち出し、思い切った人口抑制政策を強いた。
中国政府が「一人っ子政策」を打ち出した時期は鄧小平による「改革開放」路線が打ち出された時期と重なっている。「改革開放」で生まれた多くの富裕層や中産階層は生まれた「ただ一人の子」に過保護に走り十分過ぎる衣食、教育を施す傾向が見られるようになった。このような家庭環境で育った子供を「小皇帝」と皮肉をこめて呼ばれるようになった。

## 価値観
「小皇帝」世代は生まれたときには「改革開放」による消費社会が現れており、その中で成長してきた。そのため、ファッションなど流行に関心が高く、楽観的である。「6つのポケット（両親と祖父母からの資金と愛情を受けることの揶揄)」があり、また物も（それ以前に比べれば）豊富にある環境の中で育ったため、自分の好きな物を集め、自分がそれらを与えられる特別な存在だということをごく自然に受け入れている。
教育・就職については、急速に中産階級が増えた世代であり、受験競争、就職競争を経験している。高等教育を受けているため、仕事に対する上昇意識が強く、大手企業のホワイトカラーとして働きたがる。こうした一方でレールがしかれた生き方をしているため、学歴などに縛られない自分らしい生き方に憧れる傾向があるという。
また21世紀のネット社会にもいち早くなじみ、中国のネット社会の担い手の中心である。また、80後あるいは90後世代との兼ね合いから、生活習慣の変化を指摘する声もあり、中国市場の構造変革や市場調査の対応を進めるべしとの提言もある。
一方で、成長してからは、父母と祖父母の計6人の老後を支えることになるため、経済的な負担の大きさからくる精神的ストレス以外にも、依存心が強く、忍耐力がないなど、人間関係の構築にも問題があると言われ、恋愛や結婚についても問題が指摘されている。
恋愛
例えばRecord Chinaはこの世代の恋愛観として「彼女のために家事をし、プレゼントを買うために売血までしながら「新しい恋人ができたから」とメール1通でふられた一人っ子世代の男性」を紹介し、その男性自身が今度は次々と彼女をメール1通でふっている姿を報道、こうした若年層が急増しているとしている。
職業としては若年層専用の恋愛、結婚相談員として「恋愛顧問」が生まれている。
他にはインターネットで知り合い、その後付き合うもしくはネットでの付き合いのみで満足する「ネット恋愛」も広がっているという調査がある。
結婚
結婚についても、両親からの援助を元にハデ婚となっている一方で、離婚率は高い状態となっている。大学卒業と同時に結婚する人も増えており、「卒婚族」と呼ばれている。しかし、卒婚族となる女性の多くは就職活動のストレスから逃げるために結婚しており、そういったケースでは結婚は長続きしないという。
子供
自分の子供に対しても親と同じように溺愛する傾向が強く、子供がエスカレーターの手摺りを滑り台にして遊んでも注意せずにスマートフォンで撮影するなどモラルハザードを助長する行動が指摘されており、このような小皇帝の子供は「暴れる小熊」を意味する「熊孩子」と呼ばれている。
他には、都市部には高学歴の失業者が増え、彼等が「憤青」の中心となることが多い。また、甘やかされることと飽食の時代が重なり、肥満児童が多くなっているとの報道もある。